# Necrosi della coda
La necrosi della coda, nota anche col nome inglese di ringtail ("coda ad anelli"), è una patologia dell'epidermide che può presentarsi in ratti, criceti e altri roditori.  Negli individui affetti, la coda appare gonfia, arrossata, disidratata e segnata da costrizioni anulari (da cui il nome "ringtail"); nei casi più gravi, può seguire gangrena e il distacco spontaneo della coda o di una sua parte.  Anche le zampe possono apparire arrossate.
La necrosi della coda viene tradizionalmente e principalmente attribuita ad ambienti con umidità eccessivamente bassa e/o temperature elevate, anche se in letteratura sono state suggerite numerose possibili concause, da carenze alimentari a fattori di predisposizione genetica.  Nel caso di roditori tenuti come animali da compagnia o usati per la sperimentazione scientifica, altre cause possibili includono l'uso di lettiere eccessivamente assorbenti e frequenti prelievi di sangue dalle vene della coda.